# نيكولا فاسيليفيتش
نيكولا فاسيليفيتش (بالصربية: Никола Васиљевић)‏ (30 يونيو 1991 في صربيا – )؛ هو لاعب كرة قدم كان يلعب كمدافع.

## وصلات خارجية
- نيكولا فاسيليفيتش على موقع رابطة كرة القدم اليابانية للمحترفين (اليابانية)
- نيكولا فاسيليفيتش على موقع قاعدة بيانات كرة القدم.إي يو (الإنجليزية)
- نيكولا فاسيليفيتش على موقع بيانات كرة القدم. دي إي (الألمانية)
- نيكولا فاسيليفيتش على موقع Soccerbase.com (لاعب) (الإنجليزية)
- نيكولا فاسيليفيتش على موقع Soccerway.com (الإنجليزية)
- نيكولا فاسيليفيتش على موقع عالم كرة القدم.نت (الإنجليزية)